# San Diego de Alcalá-missie

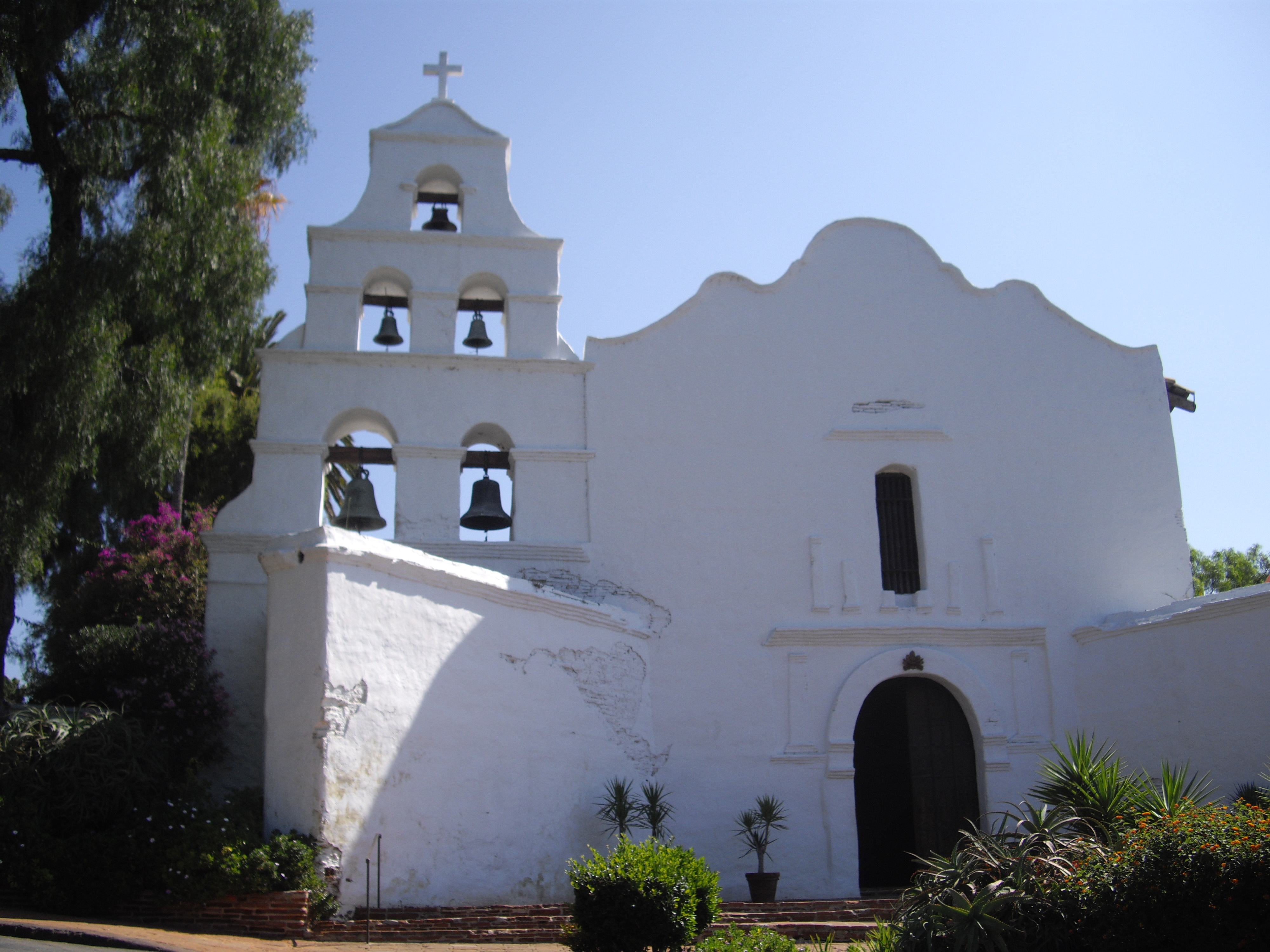
Gevel van de missiekerk.

De San Diego de Alcalá-missie (Engels: Mission San Diego de Alcalá, Spaans: Misión de San Diego de Alcalá) is een historisch monument in San Diego, in het zuiden van de Amerikaanse staat Californië. De missie werd in 1769 gesticht door de Spaanse broeder Junípero Serra en was de eerste missiepost van de franciscanen in de provincie Las Californias in het vicekoninkrijk Nieuw-Spanje. Zowel de missie als het omliggende gebied (en de latere stad) werden naar de katholieke heilige Didacus van Alcalá, beter bekend als San Diego, genoemd. In de San Diego-missie vond de eerste christelijke begrafenis in Alta California plaats, alsook de eerste publieke executie.
In 1941 werd de missiekerk opnieuw een parochiekerk en er worden nog steeds misvieringen gehouden. In 1976 wees Paus Paulus VI de kerk aan als een basilica minor. Het gebouw is door de federale overheid erkend als National Historic Landmark. De huidige missiekerk is de vierde op die locatie.